# Betoi
Le betoi est une langue amérindienne isolée parlée, à l'arrivée des Espagnols, dans une région correspondant aux départements actuels d'Arauca et de Casanare en Colombie, ainsi qu'à l'État vénézuélien d'Apure.

## Connaissance de la langue
Le betoi était la langue d'un grand nombre de groupes d'Amérindiens, les Betoi mais aussi les Airico, Ele, Jirara, Lolaca, Situfa entre autres.
Pour Adelaar, le betoi était soit une langue, soit un ensemble de langues apparentées entre elles.
Selon Zamponi, le betoi pourrait être apparenté aux langues salivanes.
Seul un groupe de descendants des Betoi parlant espagnol subsiste aujourd'hui.